# Deilingen
Deilingen település Németországban, azon belül Baden-Württembergben. Lakosainak száma 1922 fő (2023. december 31.). Deilingen Gosheim és Wehingen községekkel határos.

## Népesség
A település népessége az elmúlt években az alábbi módon változott:
| Lakosok száma | 1354 | 1722 | 1738 | 1848 | 1916 | 1922 |
|               | 1975 | 2017 | 2019 | 2021 | 2022 | 2023 |